# Осична (заказник)
Осична — гідрологічний заказник місцевого значення, цінна ділянка обводненого високотравного болота на Вінниччині.. Оголошена такою Рішенням 5 сесії 23 скликання Вінницької обласної ради від 29 квітня 1999 р.

## Місцезнаходження
Розташований біля с. Осична (Оратівська селищна громада) в долині р. Осичка. Природоохоронний об'єкт знаходиться на землях колишньої Осичнянської сільської ради. Його площа становить 173,2 га.

## Опис
На ділянці сильно обводненого болота виявлено велику популяцію пальчатокорінника широколистого — родини обхідних, занесеного до Червоної книги України. Болото є типовим для лісостепової смуги України. Має наукову цінність, бо тут ростуть рослини, здатні розкладати хімічні сполуки і нейтралізувати їх згубну дію на живі організми.
За фізико-географічним районуванням України (1968) ця територія належить до Плисківсько-Оратівського району Центральної області Придніпровської височини Дністровсько-Дніпровської лісостепової провінції Лісостепової зони. Для цієї області характерними є сильно розчленовані лесові рівнини з чорноземними ґрунтами та грабовими дібровами, тобто з геоморфологічної точки зору описувана територія являє собою підвищену сильно розчленовану лесову рівнину.
Клімат території є помірно континентальним. Для нього характерне тривале, нежарке літо і порівняно недовга, м'яка зима. Середня температура січня становить -6,5 °, -6 °С, липня +18,5 °С, і +19,0 °С. Річна кількість опадів становить 525-550 мм.
За геоботанічним районуванням України ця територія належить до Європейської широколистяної області, Подільсько-Бесарабської провінції Вінницького (Центральноподільського) округу.
Територія заказника являє собою дуже обводнене високотравне болото з переважанням рогозу широколистого, що утворює густі й високі зарості. В його флорі добре представлені типові болотні види, такі як осоки омська і струнка, вех широколистий, омег водяний, калюжниця рогата, калюжниця болотна, чистець болотний, водяний перець тощо.
На прилеглій до основної частини ділянці заболоченої луки 10-15 м завширшки виявлена велика популяція лучно-болотної орхідеї — пальчатокорінника широколистого, занесеного в Червону книгу України. На ділянці 100 м² проведено перелік екземплярів, виявлено 67 плодоносних особин. Це одна з найбільших популяцій виду в області.
Болото має багату орнітофауну, тут водяться сірі чаплі. Має гідрологічне значення. Таким чином, територія заказника «Осична» відзначається своєю мальовничістю, наявністю рідкісних видів флори і типових видів фауни, а також рідкісних угруповань водно-болотної рослинності.

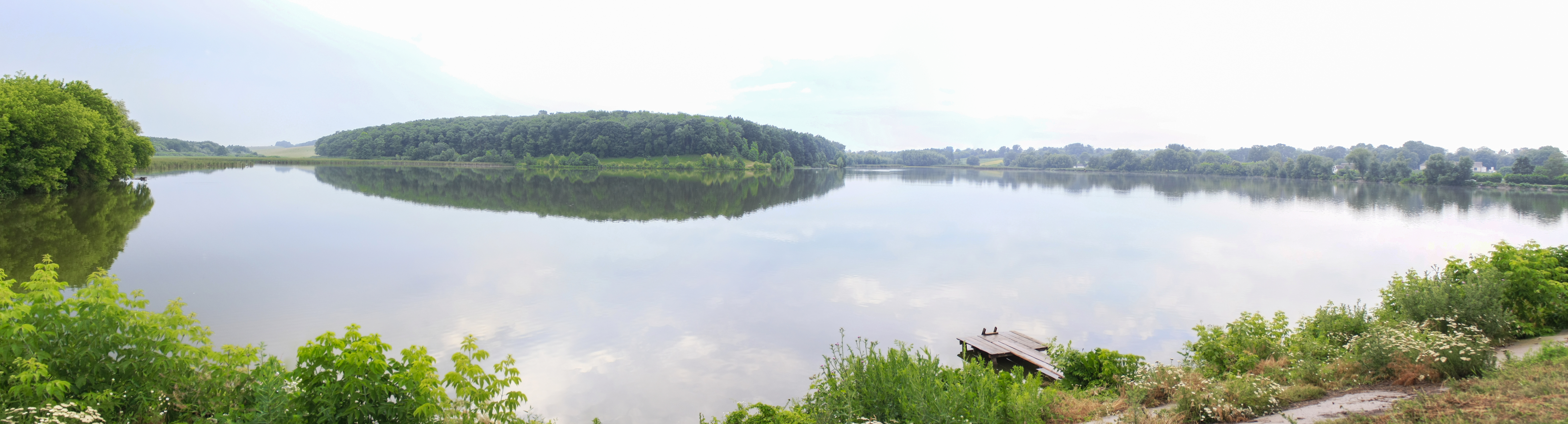
Ставок на річках Осичка та Безіменна